# FIXME
A FIXME (angol kifejezés, magyarul nagyjából: javíts ki) egy karaktersorozat, melyet főként a programozók használnak a forrásprogramokban illetve a dokumentációkban annak jelzésére, hogy az a rész későbbi figyelmet igényel, mert például azt nem írták meg, csak kihagyták egy programrésznek vagy dokumentációs szakasznak a helyet. Mivel ez a karaktersorozat ebben a formában „normális” szövegben vagy programkódban nem fordul elő, könnyen lehet keresni számítástechnikai környezetben. Ugyanebből a célból használják még az XXX, XOX,[forrás?] OXO[forrás?] és hasonló karaktereket.
A TODO karakterláncnak hasonló funkciója van.
A kifejezést valószínűleg először a szabad szoftverek fejlesztői használták, vélhetően a Linux kernel forráskódjában, ahol több száz fejlesztő dolgozik egyszerre, és ezzel az egységes jelzéssel jelzik egymásnak azon programrészeket, ahol módosítás vagy különleges figyelem szükséges.